# شان پلانکت
الیور شان پلانکت (زادهٔ ۹ سپتامبر ۱۹۶۴) شناخته‌شده با نام شان پلانکت (انگلیسی: Sean Plunket) روزنامه‌نگار سخن‌پراکن اهل نیوزیلند است.